# Pseudociencia

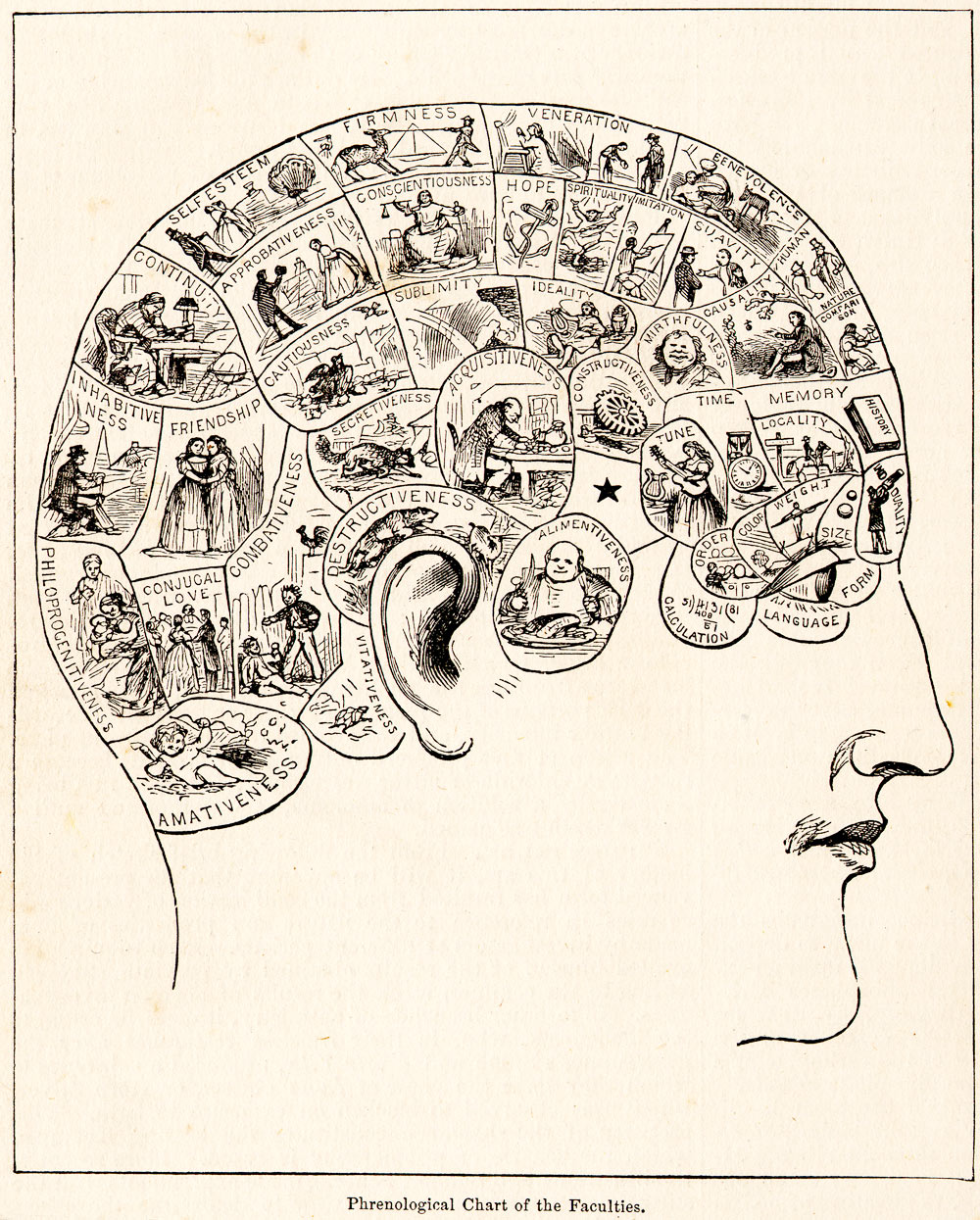
Una ilustración típica sobre frenología del : en la década de 1820, los frenólogos afirmaban que podían medir las «protuberancias» del cráneo de los individuos para predecir los rasgos de su personalidad. Desacreditada fuertemente en la década de 1840, fue la primera disciplina en ser llamada «pseudociencia» y se la sigue considerando como tal hasta el día de hoy.

La pseudociencia o seudociencia es aquella afirmación, creencia o práctica (pseudoterapia o falso tratamiento) que es presentada como científica y fáctica, pero que es incompatible con el método científico. A menudo se caracteriza por el uso de afirmaciones vagas, contradictorias, exageradas o infalsables; la dependencia en el sesgo de confirmación en lugar de pruebas rigurosas de refutación; poca o nula disposición por parte de sus seguidores a aceptar evaluaciones externas de expertos; y en general, la ausencia de procedimientos sistemáticos para el desarrollo racional de teorías.
Un área, práctica o cuerpo de conocimiento puede ser razonablemente llamada pseudocientífica cuando se presenta como congruente con los criterios de la investigación científica, pero manifiestamente no cumple con los requisitos de esta.
La ciencia se diferencia de la revelación, la teología y la espiritualidad en que ofrece un entendimiento de la realidad mediante el conocimiento obtenido a través de la investigación y experimentación empíricas. La divulgación científica tendenciosa puede nublar las fronteras entre la ciencia y la pseudociencia del público general y puede además incluir ciencia ficción.
Algunas creencias pseudocientíficas están ampliamente arraigadas, incluso entre periodistas y profesores de ciencia de escuelas laicas.
El problema de la demarcación entre ciencia y pseudociencia tiene implicaciones políticas, además de presentar problemas científicos y filosóficos. Distinguir entre ambas tiene importancia práctica en áreas como la asistencia médica, el peritaje judicial, las políticas ambientales y la educación en ciencias. Es parte de la educación y el alfabetismo científicos diferenciar los hechos y teorías científicos de las creencias pseudocientíficas, como las encontradas en la astrología, la alquimia, la charlatanería y las creencias ocultistas, que a menudo están unidas falazmente a conceptos científicos.
El término pseudocientífico a menudo se considera inherentemente peyorativo, debido a que sugiere que algo es presentado vaga o incluso embusteramente como ciencia cuando no lo es. En consecuencia, los seguidores de ideas categorizados como pseudocientíficas usualmente rechazan esta etiqueta.

## Término y etimología

### Connotaciones del término
El vocablo «pseudociencia» se suele considerar como inherentemente negativo, ya que sugiere que algo está siendo incorrectamente presentado como ciencia, quizá incluso de forma intencionada.
En consecuencia, aquellos de los que se afirma que practican o defienden pseudociencias normalmente discuten tal etiqueta pero, por otro lado, se encuentran miembros de la comunidad científica que cuestionan el uso peyorativo de la etiqueta como calificativo ante nuevas teorías, tesis o investigaciones.

### Etimología
El término «pseudociencia» o «seudociencia» es un neologismo formado a partir de la raíz griega pseudo, «falso», y la palabra de origen latino ciencia, «conocimiento». Aunque el vocablo como tal se emplea desde, por lo menos, finales del siglo XVIII, el concepto de pseudociencia como algo distinto de la ciencia real o auténtica parece haber surgido a mitad del siglo XIX. 
El primer uso conocido de la palabra «pseudociencia» apareció en 1843 en el libro An elementary treatise on human physiology (‘tratado elemental de fisiología humana’), del fisiólogo francés François Magendie (1783-1855).
Un año después (1844) apareció la palabra en un artículo en la revista científica Northern Journal of Medicine.
Si hubiera sido una palabra antigua, en idioma griego antiguo se hubiera llamado ψευδοεπιστήμη, que se romaniza como [psevdoepistími] y significa ‘falsa ciencia’.

## Definición de ciencia y pseudociencia

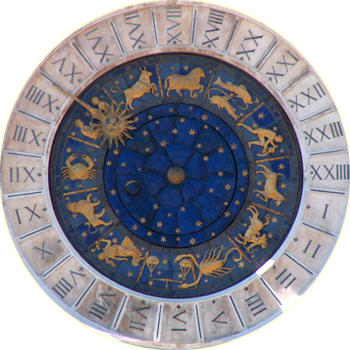
Los signos astrológicos del zodíaco.

### Ciencia y método científico
Aunque los elementos que determinan si un cuerpo de conocimiento, metodología o práctica es científico pueden variar según el ámbito de actuación, existen ciertos principios generales con los que la comunidad científica se muestra en general de acuerdo. La noción básica es que todos los resultados experimentales deben ser reproducibles, y susceptibles de ser verificados por otros investigadores. Estos principios pretenden asegurar que los experimentos pueden ser reproducidos bajo las mismas condiciones, permitiendo mediante la investigación posterior determinar si una hipótesis o teoría acerca de un fenómeno es a la vez válida y fiable. Para ser considerado científico, un estudio debe aplicar el método científico en todos sus ámbitos, y el sesgo cognitivo debe ser controlado o eliminado mediante el muestreo al azar, técnicas específicas como el doble ciego, y otros métodos. Se espera que todos los datos recopilados, incluyendo especificaciones de las condiciones ambientales o experimentales, estén documentados y disponibles para su revisión por pares, permitiendo la realización de nuevos experimentos que confirmen o desmientan los resultados previos.
En general, y en la medida en que pueda resultar aplicable, la metodología científica exige que las teorías puedan someterse a pruebas empíricas rigurosas, mientras que a las pseudociencias, o bien no será posible aplicarles sistemas de refutación (por tratarse de formulaciones ambiguas), o bien sus partidarios protegerán la teoría (por ejemplo, con hipótesis auxiliares o ad hoc, formuladas a posteriori), en lugar de someterla a ensayos que puedan refutarla.

### Ciencia y falsabilidad
El filósofo austríaco Karl Popper (1902-1994) introdujo a mediados del siglo XX el concepto de falsabilidad para distinguir la ciencia de la no-ciencia. Un resultado es «falsable» cuando puede ser demostrado como erróneo, es decir, cuando puede diseñarse un experimento teórico con el que demostrar si es falso. De este modo, las afirmaciones «falsables» pueden ser consideradas como ciencia, mientras que las no «falsables» se consideran no-ciencia. Por ejemplo, la afirmación de que «Dios creó el Universo» puede ser cierta o falsa, pero no puede diseñarse ningún experimento que demuestre una cosa u otra; simplemente está más allá de la capacidad de la ciencia, ergo, no es «falsable» y, por tanto, es no-ciencia. Popper usó la astrología y el psicoanálisis como ejemplos de pseudociencias, y la teoría de la relatividad de Einstein como ejemplo de ciencia. Luego clasificó las formulaciones no-científicas en las categorías filosófica, matemática, mitológica, religiosa y/o metafísica por un lado, y pseudocientífica por otro, aunque no dio criterios claros para definir cada una.

### Pseudociencia versus otras ciencias aceptadas
El término «pseudociencia» tiene connotaciones peyorativas, porque se usa para indicar que las materias así etiquetadas son errónea o engañosamente presentadas como científicas. Por este motivo, aquellos que cultivan determinada pseudociencia, normalmente rechazan esta clasificación. El apelativo se ha aplicado a disciplinas como ciertas hipótesis de la física cuántica y otras ciencias que no utilizan el método científico rigurosamente como son las ciencias sociales, el psicoanálisis, la grafología, la parapsicología y la criptozoología por la naturaleza de sus objetos de estudio difícil de aplicarle la misma rigurosidad científica que en otras disciplinas, no obstante esto es relativo y algunas de estas disciplinas acusadas de pseudocientíficas son aceptadas como científicas por universidades, asociaciones científicas, centros médicos, gobiernos, etc., por ejemplo, el psicoanálisis.
Muchas veces la discusión sobre un concepto o campo de conocimiento gira más alrededor de su consideración como ciencia o pseudociencia que acerca de los hechos y métodos reales. El filósofo de la ciencia Larry Laudan (1941-2022) ha manifestado que el concepto pseudociencia no tiene significado científico y se usa mayoritariamente para describir una apreciación subjetiva: «Si quisiéramos permanecer firmes al lado de la razón, deberíamos deshacernos de términos como “pseudociencia” y “acientífico” de nuestro vocabulario; son solo palabras huecas que cumplen una función emotiva».
Del mismo modo, Richard McNally afirma que «el término “pseudociencia” se ha convertido en poco más que una injuriosa palabra de moda para ningunear a los propios oponentes en las discusiones en los medios», y que «cuando los emprendedores terapéuticos hacen afirmaciones a favor de sus tratamientos, no deberíamos perder el tiempo intentando determinar si estos califican como pseudocientíficos. En su lugar se deberían hacer preguntas como: ¿Cómo sabe que su tratamiento funciona? ¿Cuáles son sus pruebas?».

## Características de las pseudociencias frente a las ciencias

### Características no científicas de las pseudociencias
Los autores que diferencian entre ciencias reales y pseudociencias señalan características cuya presencia simultánea, no necesariamente de todas a la vez (definición politética), ayuda a reconocer a las pseudociencias como tales:
- No tienen consistencia interna y externa. Es decir, soportan contradicciones lógicas y no se integran con otras ciencias.[cita requerida]
- No aplican métodos como los característicos de las ciencias, aquellos cuya validez pueda aceptarse con independencia de las expectativas del observador. Pero Norwood Russell Hanson (1924-1967), en su libro Patterns of discovery (de 1958) —y apoyándose en la obra póstuma de Ludwig Wittgenstein (1889-1951), particularmente en su libro Investigaciones filosóficas (publicado en 1953)—, señala cómo la observación de un hecho cualquiera siempre está sujeta a las expectativas del observador.[28]
- Son dogmáticas. Sus principios están planteados en términos tales que no admiten refutación, a diferencia de las ciencias, donde las condiciones de refutación de las hipótesis o teorías están determinadas o pueden determinarse con precisión. Aunque esto último no es de aplicación estricta a las ciencias sociales, que a menudo no producen (ni pretenden producir) resultados precisos, y parten de premisas que hay que interpretar con cierto grado de subjetividad.[cita requerida]
- Proclaman teorías para las que no aportan pruebas empíricas, que a menudo contradicen abiertamente las observaciones o resultados experimentales conocidos y aceptados. Aunque este tipo de problemas también aparecen ocasionalmente en las ciencias (véase por ejemplo: Problema del horizonte).[cita requerida]
- Son incoherentes con el cuerpo teórico de disciplinas relacionadas, invalidando las explicaciones admitidas sin ofrecer alternativas mejores para la explicación de los mismos fenómenos ni reconocer la necesidad de hacerlo.
- Son inmutables. Al no tener bases experimentales, no cambian incluso ante nuevos descubrimientos (como excepción especial están las ciencias a priori, concretamente las matemáticas y la lógica). La máxima autoridad teórica se le sigue atribuyendo al fundador o fundadores de la disciplina, y sus enseñanzas son tratadas como escrituras sagradas.[cita requerida]
- Utilizan ante el público un lenguaje oscuro, o emplean términos que tienen un significado preciso en ciencia con sentidos totalmente diferentes.[cita requerida]
- No cumplen la estrategia de la navaja de Occam (también conocido como principio de parsimonia), que es un método heurístico de búsqueda creativa de soluciones que propone que, en igualdad de condiciones, la explicación más sencilla es la que se debe considerar como la más probable. O cuando la cumplen es basándose en la utilización de «ganchos celestes» (por ejemplo, el creacionismo lo explica todo con base en un solo ente: Dios).
- No buscan leyes generales.[cita requerida]
- Descalifican las críticas por parte de las ciencias, a menudo utilizando falacias ad hominem, aduciendo conspiraciones o proclamándose objeto de persecución cuando sus planteamientos son rebatidos.[cita requerida]
- Invocan entes inmateriales o sobrenaturales, tales como fuerza vital, creación divina, inconsciente metafísico, quintaesencia, etc. de los que proclaman a la vez, contradictoriamente, que intervienen en fenómenos observables, pero que son inaccesibles a la investigación empírica. Aunque también en física se especula con entidades que, a día de hoy, son inaccesibles a la investigación empírica, pero que se supone que intervienen en fenómenos observables (véase por ejemplo: Bosón de Higgs), y en psicología se emplean entidades inmateriales tales como: «inteligencia».[cita requerida]
- Los promotores de la teoría hacen poco esfuerzo para desarrollar una teoría que supere los problemas a los que se enfrenta. Carecen de la vocación autocrítica propia de los científicos verdaderos.
- Proclaman y exigen que se reconozca su carácter científico, pero solo ante el público general, renunciando o siendo muy reticentes a poner a prueba sus explicaciones ante la comunidad científica establecida. El hecho de reclamar estatus científico las diferencia de otros campos, como la religión o la metafísica.[cita requerida]

Algunos autores afines al relativismo epistémico o al llamado «programa fuerte» (o «estándar») de la sociología de la ciencia (Barry Barnes, Steve Shapin y David Bloor), la Escuela de París, (Bruno Latour y Michael Callon), el grupo de Bath, (Harry Collins y Steven Yearley), el grupo de estadounidenses y su «etnometodología», (Harold Garfinkel y Michael Lynch), ponen en duda que sea posible diferenciar con rigor y objetividad el límite que demarca la "ciencia" de la "pseudociencia", respaldando en algunos casos posiciones abiertamente contrarias a determinadas concepciones de lo que es ciencia y criticando el método científico. Estas posiciones relativistas fueron contestadas por los científicos Alan Sokal y Jean Bricmont en su libro Imposturas intelectuales (1997).
Críticos de las pseudociencias como Richard Feynman, Richard Dawkins, Carl Sagan, Michael Shermer y Mario Bunge (1919-2020) consideran que todas las formas de pseudociencia son dañinas, causen o no daños inmediatos a sus seguidores. Estos críticos generalmente consideran que la defensa de la pseudociencia puede suceder por varias razones, que van desde la simple candidez sobre la naturaleza de la ciencia y el método científico, hasta un engaño deliberado para obtener beneficios económicos o políticos. No es apropiado tratar de pseudociencia cualquier cuerpo sistemático de creencias solo por no considerar veraces sus postulados, sino que solo tiene sentido hacerlo cuando desde la disciplina en cuestión se proclama sin fundamento su carácter científico. Algunos críticos de la pseudociencia consideran algunas o todas las formas de pseudociencia como pasatiempos inofensivos.[cita requerida]

## Explicaciones de la existencia de las pseudociencias

### Explicaciones psicológicas
El pensamiento pseudocientífico se ha explicado en términos de «psicología» y «psicología social». La tendencia humana a buscar confirmación en vez de refutación, la de mantenerse aferrado en las creencias confortables, y la de sobre generalizar han sido mencionadas como razones comunes para la adherencia al pensamiento pseudocientífico. De acuerdo con Beyerstein (1991) los humanos son propensos a realizar asociaciones en función de la apariencia, y a menudo cometen errores en el pensamiento sobre causa y efecto.

#### Crítica del término
Paul Feyerabend argumenta que una distinción entre ciencia y seudociencia no es ni posible ni deseable. Richard McNally, catedrático de Psicología de la universidad de Harvard, manifiesta: "El término 'pseudociencia' se ha convertido en poco más que una palabra de moda incendiaria para desacreditar rápidamente a un oponente a través de los medios de comunicación" y "Cuando los terapeutas manifiestan haber obtenido logros con sus prácticas, no deberíamos gastar nuestro tiempo en tratar de averiguar si sus prácticas se las pueden calificar de pseudocientíficas. En vez de eso, se le debería preguntar: ¿Cómo sabe usted que su práctica funciona? ¿Cuál es su evidencia?"

### Pseudociencia, protociencia y ciencia
La protociencia engloba áreas de conocimiento en proceso de consolidación. Por ejemplo, la alquimia en el siglo XVII entraba dentro de esta categoría. Cuando se descubrió que los principios en la que se basaban (como la influencia de los planetas en los metales) no tenían respaldo experimental, pasó a ser una pseudociencia. Lo mismo puede decirse de la parapsicología durante el siglo XIX y principios del XX. No todas las protociencias desembocan en pseudociencias. Existen autores que consideran que la alquimia dio origen a la química y la astrología a la astronomía; aunque se debe tener en cuenta que otros historiadores de la ciencia rebaten este punto, considerando al ocultismo y a la ciencia como tradiciones paralelas.
No hay un acuerdo para la diferenciación entre protociencia, pseudociencia y ciencia. Hay ejemplos de teorías científicas vigentes que alguna vez fueron criticadas y etiquetadas como pseudocientíficas. La transición se caracteriza por una mayor investigación científica sobre el tema y el descubrimiento de más evidencias que sustenten la teoría. Así, la teoría de la deriva continental fue, en su momento, considerada pseudocientífica.

### El problema de la demarcación de las ciencias
Se han hecho varios intentos para aplicar rigor filosófico a la demarcación de la ciencia con resultados diversos. Estos incluyen el criterio de falsabilidad de Karl Popper y la aproximación histórica de Imre Lakatos, quien lo critica en su Methodology of scientific research programmes (Metodología de los programas de investigación científica).
Historiadores y filósofos de la ciencia, principalmente Thomas Kuhn y Paul Feyerabend, sostienen desde otras perspectivas epistemológicas del conocimiento, que incluye la dimensión social, que no siempre es posible una distinción nítida y objetiva entre ciencia y pseudociencia.
Mario Bunge, filósofo de la ciencia, es conocido por su posición de incluir al psicoanálisis entre las pseudociencias. Críticas hacia la inconsistencia entre teoría y experiencia, o hacia el carácter especulativo del discurso se dirigen también a veces desde las ciencias naturales hacia ciertas ciencias sociales, como la economía o la psicopedagogía. El escándalo Sokal, por el nombre del físico que lo puso en marcha, mostró que desde una cierta orientación de la Sociología de la Ciencia postmoderna también se ha recurrido a veces a usar inconsistentemente el lenguaje de las llamadas ciencias duras, en lo que parece un intento irregular de legitimación científica, siendo esta una de las líneas de conducta frecuentemente reprochadas hacia las llamadas pseudociencias.
Para algunos sectores de la filosofía de la ciencia no existe un criterio de demarcación perfectamente delimitado, metodológico y objetivo para definir universalmente qué es ciencia y qué es pseudociencia, todo intento de diferenciación es necesariamente arbitrario y subjetivo.

## Peligros de la medicina pseudocientífica para la salud

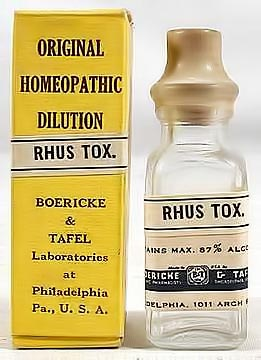
Preparación homeopática Rhus toxicodendron, derivada de la hiedra venenosa.

Un campo en el que se usan frecuentemente alegaciones seudocientíficas es el de la curación de enfermedades.
Entre las pseudoterapias sin ningún resultado e incluso con contraindicaciones o efectos secundarios negativos que se han recomendado para curar el cáncer están la angeloterapia, biomagnetismo, bioneuroemoción o biodescodificación, constelaciones familiares, dianética, dieta alcalina, desensibilización por medio de movimientos oculares, flores de Bach, limpieza de colon, homeopatía, iridología, iriogenética, homotoxicología, suplemento mineral milagroso, naturopatía, osteopatía, ozonoterapia, programación neurolingüística, psicoanálisis, quiropráctica, reflexología, acupresión, reiki, terapia gerson, terapia gestalt o terapia humanista, terapia neural, terapia ortomolecular o medicina ortomolecular, terapia quelante y el toque terapéutico. Se desaconsejan estas pseudoterapias apoyadas en pseudociencias para la cura del cáncer.
Entre las terapias pseudocientíficas más populares está la acupuntura, a pesar de que el consenso científico es claro en mostrar la falta de efectividad por sobre el efecto placebo y la larga lista de efectos adversos publicados en revistas médicas y por la OMS incluyendo daños a órganos y tejidos e infecciones.
Existe un importante mercado de métodos curativos y diagnósticos presentados como mecanismos curativos de validez demostrada por estudios, que en muchos casos utilizan métodos mágicos tradicionales, como la imposición de manos o procedimientos sin fundamento científico, como la radiestesia o el empleo de pirámides. La mayoría de estos curanderismos, cuya extensión creciente debe mucho a internet, busca la credibilidad y el prestigio que tiene la ciencia, alegando por ejemplo desconocidas propiedades del agua, la supuesta acción de fenómenos cuánticos, o presuntas energías de naturaleza difusa.
El cartílago de tiburón se ha promocionado falsamente como cura para el cáncer con base en una supuesta inexistencia de cánceres en tiburones. De acuerdo con Ostrander, esta práctica ha llevado a una continua disminución de las poblaciones de tiburones, y, lo que es más importante, ha alejado a los pacientes de terapias contra el cáncer que sí son efectivas. Los autores sugieren que "los mecanismos basados en la evidencia dada por la comunidad científica deberían añadirse al aprendizaje de los profesionales de los medios de comunicación y gubernamentales".
Un caso especial, por su extensión, es el de la homeopatía, cuya incongruencia con el conocimiento científico fue indicada ya en vida de su fundador, Samuel Hahnemann, y respecto a la que se han utilizado recientemente términos prestados de la mecánica cuántica (como el entrelazamiento) de manera admitidamente metafórica.
Lo mismo ocurre con la reflexología podal, llegándose incluso a impartir cursos que a veces están financiados por la administración pública sanitaria y dirigidos a matronas, personas con formación científica e inmersas en el ámbito sanitario, lo que puede confundir a la ciudadanía dando apariencia de estar avalado por la ciencia. Estos cursos en España los imparte gente sin formación médica reglada, por lo que su credibilidad deja mucho que desear. Cualquier persona, independientemente de su formación, tiene acceso a cursos de reflexología y puede obtener un diploma que lo capacita para la práctica profesional de dicha disciplina.
Algunos tratamientos alternativos de carácter pseudocientífico han producido accidentes graves, incluso muertes; pero se admite en general que el mayor peligro para la salud de los pacientes ocurre cuando, confiando en un método ineficaz, renuncian a medidas más efectivas, como hábitos más saludables o un tratamiento médico de eficacia demostrada.
En 2018, en España, la Asociación para Proteger al Enfermo de Terapias Pseudocientíficas publicó una carta abierta dirigida a la ministra de Sanidad María Luisa Carceo y al público en general bajo el título Seamos claros: las pseudociencias matan. En ella se señalaba que la muerte por el uso de terapias pseudocientíficas y por abandono de terapias oficiales se producían por la tolerancia legal existente hacia prácticas sanitarias ejercidas por no profesionales y fuera de los protocolos internacionales, la dejadez de las instituciones en el cumplimiento de leyes ya aprobadas, la tolerancia de los colegios médicos y la falta de información a los pacientes.
En 2020, se publica en un contexto sanitario de la crisis sanitaria por la pandemia de COVID-19 el primer "manifiesto internacional contra los efectos de la pseudociencia", firmado por unos 2 750 científicos del ámbito de la salud de 44 países.

Seamos claros: las pseudociencias matan. Y no solo eso, sino que son practicadas con impunidad gracias a leyes europeas que las protegen. [...] Según el artículo 25 de la Declaración Universal de los Derechos Humanos, toda persona tiene derecho a la asistencia médica. Mentir a los enfermos para venderles productos inservibles que pueden matarlos incumple el derecho de los ciudadanos a recibir información veraz sobre su salud. Así que, aunque un ciudadano tiene derecho a renunciar a un tratamiento médico estando correctamente informado, también es cierto que nadie tiene derecho a mentirle para obtener lucro económico a costa de su vida. [...]

Así pues, los firmantes de este manifiesto declaran que:
1. El conocimiento científico es incompatible con los postulados de las pseudoterapias, como el caso de la homeopatía.
2. Las leyes europeas que protegen y amparan la homeopatía son inadmisibles en una sociedad científico-tecnológica que respeta el derecho de los pacientes a no ser engañados.
3. La homeopatía es la pseudoterapia más conocida, pero no es la única, ni tampoco la más peligrosa. Otras como la acupuntura, el reiki, la Nueva Medicina Germánica, el biomagnetismo, la iridología, la terapia ortomolecular y un largo etcétera, están ganando terreno y causando víctimas.
4. Hay que tomar medidas para frenar las pseudoterapias porque no son inocuas y producen miles de afectados.
5. Europa debe trabajar en la dirección de crear leyes que ayuden a detener este problema.

Manifiesto europeo en contra de las pseudoterapias

#### Patologización, pseudoenfermedad y promoción de enfermedades
Las pseudociencias y paraciencias promueven la patologización y medicalización: intentan mostrar cómo problemas de salud susceptibles de tratamiento a características biológicas a comportamientos fisiológicos o vitales que no son problemas de salud.
Las pseudociencias extienden diagnósticos existentes a personas que no los padecen, establecen diagnósticos sin base científica probada (véase en psiquiatría la disputa de la controversia de la biopsiquiatría) y llegan a la creación de enfermedades sin ningún fundamento científico ―pseudoenfermedades― (por ejemplo, el «síndrome del intestino permeable» o la «permeabilidad intestinal aumentada») con el objeto de crear una clientela que compre sus libros y remedios.

## Lista de pseudociencias
Autores como Mario Bunge (1919-2020),
Carl Sagan,
Robert L. Park,
James Randi, o
Michael Shermer,
que defienden un criterio de demarcación estricto entre ciencia y pseudociencia, consideran que en los campos siguientes una parte significativa de sus practicantes presentan su disciplina como equivalente a campos o áreas de conocimiento riguroso, imitándolos a veces formalmente en el lenguaje o las formas de comunicación, y adoptando títulos personales científicamente prestigiosos ante el público como «doctor» o «profesor».

### Tabla de pseudociencias o terapias pseudocientíficas
La siguiente tabla contiene ejemplos de algunas pseudociencias, (véase lista de pseudociencias):
| Acupuntura                                                | Práctica de la medicina tradicional china y japonesa basada en la creencia que existen líneas de energía (meridianos) que cruzan el cuerpo humano (o animal) y que la introducción de agujas muy finas en determinados puntos a lo largo de estas líneas puede aliviar dolores, anestesiar determinadas zonas y curar ciertas enfermedades. Sin embargo, el consenso científico es claro en mostrar que la acupuntura es inefectiva como tratamiento médico. |
| Alquimia                                                  | Fue una práctica que combinó elementos de lo que hoy son la química, la metalurgia, la física, astrología, la semiótica, el misticismo, el espiritualismo y el arte y algunos historiadores de la ciencia, no todos, la consideran precursora de la moderna química. Al contrario que la astrología, que sigue teniendo muchos seguidores en la actualidad, la práctica de la alquimia prácticamente desapareció durante el siglo XIX, quedando en la actualidad únicamente algunos seguidores, aunque para la mayoría de ellos se haya convertido en una corriente filosófica que ya no sigue los mismos objetivos, por lo que realmente únicamente serían pseudocientíficas algunas corrientes actuales, a pesar de la definición de Bunge. |
| Astrología                                                | Es la creencia en una relación causal entre la posición relativa de determinados astros (planetas, satélites y estrellas) y la personalidad y expectativas futuras de las personas. Aunque la astrología tiene una larga tradición como sistema de creencias desde la antigüedad, sus bases como ciencia están refutadas desde el Renacimiento, a pesar de lo cual hoy en día existen intentos de reivindicar este papel. |
| Biomagnetismo Magnetoterapia                              | Es el intento de curar enfermedades mediante imanes, su descubridor afirma poder curar enfermedades como el VIH/sida al inactivar virus mediante el uso de imanes, que desregularían a los patógenos internos. No hay ninguna evidencia y su creador fue acusado de fraude recientemente, a pesar de ello es una disciplina en expansión y que ha logrado engañar a mucha gente. La magnetoterapia insiste en poder mitigar dolor aunque reconoce que sus resultados varían según la persona. |
| Biodescodificación, Bioneuroemoción                       | Según sus practicantes, esta terapia se basa en que las enfermedades no existen como tal, sino que son una reacción biológica a un conflicto emocional. Por lo tanto, toda enfermedad puede eliminarse buscando la emoción inconsciente que estaría bloqueada. Comparte orígenes y postulados con la Nueva Medicina Germánica, cuyo creador y sus actuales defensores proclaman poder curar el cáncer. También el Colegio de Psicólogos de Cataluña se desvinculan de la pseudoterapia "bioneuroemoción" |
| Creacionismo y diseño inteligente                         | Algunas interpretaciones literales del Libro del Génesis niegan la teoría de la evolución y plantean hipótesis alternativas como si tuvieran la misma validez. La teoría de la evolución no es solo una hipótesis sino la teoría más sustentada que actualmente existe sobre el origen de las especies de los seres vivientes y es el cuerpo teórico unificador de las ciencias biológicas. Además rechaza las afirmaciones sobre creacionismo científico y diseño inteligente por su falta de base científica y los clasifican como pseudociencia. |
| Círculos ovni (cerealogía)                                | También llamados pictogramas o crop circles (en inglés), son dibujos que aparecen en campos de cultivo (trigo, maíz, etc.), supuestamente creados por extraterrestres, aunque sin evidencias empíricas. |
| Criptozoología                                            | La criptozoología es el estudio de los hipotéticos animales desconocidos para la zoología moderna, generalmente por medio de entrevistas a testigos y cualquier vestigio físico (huellas, heces, pelambre, etc.) que se pueda encontrar. Debido a que la mayoría de la evidencia en torno a los animales desconocidos suele ser de testimonios orales y de leyendas tradicionales, se considera por parte de un sector importante de la comunidad científica que no cumple con los criterios mínimos del método científico. Sin embargo, la criptozoología ha sido abordada por reconocidos biólogos, antropólogos, zoólogos y otros profesionales científicos serios de diferentes países que buscan lograr una rigurosidad científica. |
| Dianética                                                 | La dianética es una parte de la cienciología, consistente en una especie de «psicología» basada en los principios de la cienciología. L. Ron Hubbard, el fundador de la cienciología, insiste varias veces a lo largo de su libro en que la dianética es una ciencia y que su sistema, basado en la localización y eliminación de los engramas, permite la curación de toda clase de compulsiones, obsesiones, neurosis, y demás afecciones o enfermedades, incluyendo parálisis, cáncer y leucemia. Sin embargo nunca ha habido ninguna demostración científica de tales afirmaciones. |
| Eugenesia                                                 | Creencia de que se puede dirigir la aplicación de las leyes biológicas de la herencia al perfeccionamiento de la especie humana. |
| Feng Shui                                                 | Es una forma de geomancia que supone la existencia de supuestas energías como el Qi. Esta puesta en duda, ya que desde el punto de vista científico una energía propiamente dicha no puede ser positiva o negativa (no existe ese concepto en la física), por lo que no podría influir ni alterar el comportamiento humano y su relación con el medio. Por ello se sostiene entonces que no podría tener valor terapéutico. |
| Fisiognomía                                               | En la Antigüedad, la fisiognomía se desarrolló como un arte adivinatoria, que buscaba el destino en los rasgos de la cara, en parte por culpa de algunos párrafos de la Historia animalium de Aristóteles. Lavater, a finales del siglo XVIII llamó así a la ciencia («una ciencia con reglas fijas») que permitiría conocer el carácter de una persona por los rasgos de su cara y la forma de su frente. Un obituario tras su muerte, señalaba que tras Lavater un noble no escogería un criado sin antes comparar su rostro con las láminas del libro. Darwin cuenta que estuvo a punto de no ser elegido como naturalista del Beagle, porque Fitzroy no veía con buenos ojos la forma de su nariz. La asignación de caracteres faciales y su asociación a rasgos de personalidad para los grupos humanos históricos, como los judíos o los eslavos, fue recuperada por el racismo pseudocientífico de la primera mitad del siglo XX, y una variante, la morfopsicología, inventada por un médico francés en 1937, todavía se emplea para selección de personal. |
| Flores de Bach (terapias florales)                        | Los ensayos no demuestran ningún valor terapéutico más allá del efecto placebo. La preparación de los remedios, dejando algunas flores en agua al sol y diluyendo el filtrado después, no es compatible con ningún mecanismo físicoquímico específico. Los ponentes dicen que se basa en «vibraciones», sin que se justifique qué son o cómo se pueden observar. La selección de los remedios se basa en criterios ajenos a la experiencia, como la teoría de las signaturas, una doctrina precientífica propia de la medicina medieval, según la cual la virtud curativa ha sido marcada sobre las cosas o sobre sus nombres. Por ejemplo, la planta que Lineo llamó Impatiens (‘impaciente’) porque dispara sus semillas, es propuesta para curar la impaciencia. |
| Frenología                                                | Era una teoría que afirmaba ser capaz de determinar el carácter y los rasgos de personalidad basándose en la forma del cráneo. Se basaba en la creencia de que diversos comportamientos están controlados por sitios distintos del cerebro, y que el mayor desarrollo de esas secciones supone un mayor tamaño, que se ve reflejado en la forma del cráneo. No se debe confundir con la craniometría o la fisonomía, que estudian los huesos del cráneo o los rasgos faciales sin intentar extraer información sobre la personalidad. |
| Grafología                                                | Se trata de la supuesta relación entre la escritura y la personalidad del individuo, pretendiendo inferir incluso el estado fisiológico y las aptitudes laborales del autor de la escritura. No debe confundirse con la caligrafía forense, que es usada en la justicia como técnica auxiliar para determinar si un escrito pertenece a una persona en particular. |
| Homeopatía                                                | Creada en 1796 por Samuel Hahnemann. Muchos consideran la homeopatía como un residuo pseudocientífico de la época de la alquimia. Los resultados atribuidos a la homeopatía se pueden explicar por el efecto placebo. Otra crítica a la homeopatía es su falta de consistencia externa. Esta teoría asume que el agua de algún modo «recuerda» las propiedades químicas de las moléculas que alguna vez estuvieron en contacto con ella, pese a que la investigación empírica no confirma la hipótesis de la llamada memoria del agua. |
| Negacionismo del Holocausto                               | El negacionismo del Holocausto está considerado una pseudociencia (en la disciplina de la historia) no porque sea revisionista (el revisionismo es una actividad legítima del historiador, por ejemplo, a la luz de nuevas evidencias), sino porque para lograr su objetivo de negar el Holocausto necesitan negar todos y cada uno de los principios del método científico: deciden primero cómo quieren que sean los «hechos», en lugar de recurrir a testigos oculares y a pruebas físicas y documentales. Elaboran teorías para «probar» que los hechos «auténticos» son como ellos quieren que sean. Reescriben la historia para dar apoyo a una agenda, a menudo política, usando un sinnúmero de falacias lógicas que corroboren sus tesis. Nunca someten sus trabajos a la revisión por pares. A causa de todo ello, la comunidad de historiadores consideran a estos escritos como defectuosos y no fiables desde el punto de vista científico. |
| Numerología                                               | La numerología actual se basa en los principios esbozados por Pitágoras. Consideraba que el universo es una obra solo descifrable a través de las matemáticas. Los pitagóricos postulaban que la Tierra, el Sol y el resto de los planetas conocidos, giraban en torno a una fuerza simbolizada por el número uno. |
| Parapsicología                                            | Esta doctrina sostiene la existencia de fenómenos como la telepatía, la videncia a distancia y del futuro, la telequinesis o los ectoplasmas, entre otros. La parapsicología atribuye esos supuestos hechos a la percepción extrasensorial y a otras capacidades supra-normales que no pretende explicar. Es bastante ambigua no solo porque trata de entidades no físicas como los fantasmas y acontecimientos no físicos como la telepatía, sino también porque no ofrece afirmaciones detalladas acerca de sus mecanismos de acción o regularidades. No obstante, diferentes universidades del mundo han financiado investigaciones parapsicológicas y tienen departamentos de parapsicología, además la Asociación Estadounidense de Parapsicología pertenece a la Sociedad Estadounidense para el Avance de las Ciencias, la cual agrupa a todas las asociaciones científicas de Estados Unidos. |
| Piramidología                                             | La piramidología es una creencia que afirma que los objetos en forma de pirámide con base cuadrada, simplemente por su forma, pueden provocar fenómenos tales como mantener los alimentos frescos durante mucho más tiempo de lo normal. Se cree que el origen de esta creencia fue el supuesto descubrimiento en las pirámides de la Meseta de Guiza de momias y otros objetos orgánicos en relativamente buen estado a pesar de su edad. Aseveración totalmente falsa. Además, los experimentos realizados no han mostrado ningún efecto. |
| Poligrafía o detección de mentiras                        | El polígrafo ha sido extensamente desacreditado por numerosos estudios científicos, ya que no existe evidencia de una relación entre mentir y un patrón fisiológico específico, ni se ha diferenciado del efecto placebo. Aun así, sigue en uso entre algunas agencias de inteligencia, cuerpos policiales y empresas privadas, sobre todo en el mundo anglosajón. |
| Programación neurolingüística                             | A pesar del uso del término «neuro» la misma no se encuentra acreditada como parte de ninguna de las distintas neurociencias, de la neurología ni de la psicología. Plantea que es posible modificar la conducta, curar padecimientos mentales y lograr las metas en la vida mediante la modificación del habla y la forma de expresarse. Sin embargo, no existe evidencia científica fiable de que esto sea cierto ni estudios clínicos, psicológicos o biológicos que lo confirmen. La efectividad de sus terapias no ha sido demostrada más allá del posible efecto placebo. |
| Psicoanálisis                                             | En su modelo de demarcación de la ciencia, Karl Popper (1902-1994) tomó al psicoanálisis como ejemplo de pseudociencia, en contraste con la teoría de la relatividad de Albert Einstein. Popper observó que mientras las condiciones de refutación de las hipótesis de Einstein estaban determinadas con precisión y Einstein estaba dispuesto a empezar de nuevo si la evidencia no las sustentaba, las teorías de Sigmund Freud eran infalsables y le permitían reinterpretar la evidencia para mantener las hipótesis. Aunque Popper calificaba al psicoanálisis como pseudociencia no sugiere que no sea racional o que no sea valioso. Popper mismo declara que el psicoanálisis «constituye una interesante metafísica psicológica (y no cabe duda de que hay alguna verdad en él, como sucede tan a menudo en las ideas metafísicas)». Adolf Grünbaum considerado el heredero de Popper en la crítica epistemológica al psicoanálisis, considera por otro lado que el psicoanálisis sí es falsable, pero con el resultado de ser una teoría falsa. Alan Sokal y Jean Bricmont explican en su controvertido libro Imposturas Intelectuales cómo Jacques Lacan usa el lenguaje matemático en su teoría del psicoanálisis de forma incorrecta y totalmente fuera de contexto para aparentar carácter científico. Otros autores, sin embargo, explican que el uso por parte de Jacques Lacan de un lenguaje matemático significó no el intento de demostrar matemáticamente las afirmaciones del psicoanálisis, sino una representación explícitamente metafórica de algunas de tales afirmaciones. La respuesta de Sokal es que tal uso simbólico de conceptos matemáticos, muy probablemente desconocidos por la gran mayoría de los lectores de Lacan, es de dudosa utilidad. El matemático Arkady Plotnitsky manifestó que dicho libro contiene aseveraciones matemáticamente erróneas, en particular cuando se trata con números complejos, lo cual desacreditaría el argumento expuesto. El epistemólogo Mario Bunge también usa al psicoanálisis como ejemplo en su modelo de demarcación de la ciencia. Sostiene que el psicoanálisis es una forma de pseudociencia porque carece de consistencia externa: las diferentes disciplinas científicas interactúan apoyándose las unas a las otras tanto en sus aspectos teóricos como empíricos. El grave problema del psicoanálisis, sostiene Bunge, es que se trata de una disciplina aislada del resto del conocimiento (no interactúa con disciplinas obviamente pertinentes, tales como la psicología experimental, la neurociencia cognitiva y las ciencias biológicas). Más aún, el psicoanálisis es incongruente con los descubrimientos de estas disciplinas. Por otra parte, algunos filósofos de la ciencia e investigadores sostienen que el psicoanálisis sí puede investigarse científicamente. Aunque otros filósofos y psicoanalistas sostienen que el psicoanálisis no puede investigarse científicamente. En todo caso hay gran variedad de corrientes psicoanalíticas y solo cabría plantear la posibilidad de acusar de pseudocientíficas a aquellas que se consideran a sí mismas científicas. Autores como Van Rillaer recopilaron ejemplos sobre la forma en que Freud y otros psicoanalistas descalifican a sus críticos empleando argumentos de autoridad y falacias ad hominem. Pese a lo anterior, el psicoanálisis es enseñado como técnica de psiquiatría/psicología en muchas universidades y aplicado en hospitales psiquiátricos y centros médicos, así como por psicólogos, psiquiatras, médicos, neurólogos y antropólogos entre otros. |
| Psicología transpersonal                                  | Se trata de corrientes de pensamiento psicológico fundamentadas en creencias religiosas, ocultistas o filosóficas, muy a menudo cercanas a movimientos como el New Age. Sus prácticas y creencias no poseen, en la mayor parte de los casos, fundamentos empíricos testables necesarios para toda ciencia. Arranca del pensamiento de autores post-freudianos como Carl Jung. Al igual que con el psicoanálisis freudiano, aunque no todas sus afirmaciones pudieran carecer de fundamento real, no existe en sus prácticas y tradiciones de generación de conocimiento un modo de distinguir entre lo válido y lo erróneo. Estas corrientes de pensamiento también se han asociado en ocasiones a la parapsicología. Muy pocos psicólogos realizan en realidad investigación científica seria sobre estos temas. |
| Quiropráctica                                             | La quiropráctica fue fundada por el magnetoterapeuta David D. Palmer en Iowa (Estados Unidos) a finales del siglo XIX, plantea que las enfermedades son resultado de un mal flujo de la llamada inteligencia innata debido a las subluxaciones vertebrales, una condición para la cual no hay evidencia de su existencia. En consecuencia se realizan 'tratamientos' consistentes en presiones o giros sobre el cuello o algún otro punto de la columna vertebral que serían capaces de curar todo tipo de dolecias y enfermedades incluyendo por ejemplo: Malaria, gota y diabetes Existen publicaciones científicas que reportan que como resultados de dichos ejercicios se han producido presiones sobre arterias que han llegado a ser la causa de infartos. Sin embargo, el carácter de masaje o presión en ciertos puntos de la espalda parece aliviar a corto plazo dolores de espalda, aunque los resultados no superan los que corresponde al efecto placebo. Los defensores de la misma, alegan la existencia de programas universitarios en EE. UU., si bien hay que señalar que el reconocimiento de dichos programas de estudios proviene únicamente de la Federación de Quiropráctica. En otros países occidentales, como en España, ni los programas de formación impartidos en el extranjero, ni los que se imparten en España tienen reconocimiento universitario ni validez legal alguna. |
| Radiestesia                                               | La dependencia de los fenómenos en que se basa la radiestesia respecto al efecto ideomotor y las expectativas del sujeto, está demostrada desde el siglo XIX. |
| Reiki                                                     | Es una pseudoterapia inventada en 1922 por el budista japonés Mikao Usui. Desde su origen en Japón, ha sido adaptada en varias tradiciones culturales a nivel mundial. Sus practicantes creen que a través de una técnica llamada imposición de manos o toque terapéutico se transfiere desde las palmas una "energía universal" (reiki) hacia el paciente con el fin de promover la curación emocional o física. Esta "energía universal" nunca se ha podido demostrar utilizando el método científico. |
| Sinergética                                               | La teoría sinergética fue establecida por el matemático y físico Hermann Haken. La teoría sinergética, según sus representantes, es una curación biónica y no un tratamiento médico. Así evitan disputas con la medicina occidental. |
| Sintergia y Cirugía Cuántica                              | La teoría sintérgica del psicólogo y "neurocientífico" Jacobo Grinberg, propone que existe un continuo espacio de energía y que el humano común solo puede percibir una parte de este. El resultado de este proceso es lo que todo el mundo entiende como "realidad". Cabe resaltar el peligro que conlleva La cirugía psíquica como una práctica médica pseudocientífica y acusada por sus detractores de ser una ilusión en la que se utilizan trucos, sangre falsa y partes de animales para convencer al paciente y los observadores de que las lesiones u otras condiciones (como tumores) se han eliminado y que la incisión se ha curado espontáneamente. El Comisión Federal de Comercio de Estados Unidos lo describe como un "fraude absoluto". La cirugía psíquica puede causar muertes innecesarias al prevenir que los enfermos busquen la atención médica que les salvaría la vida. Los profesionales de la salud y los escépticos la clasifican como un juego de manos y cualquier resultado positivo percibido se debe al efecto placebo. |
| Terapia gestalt                                           | La terapia gestalt fue desarrollada por Fritz Perls, Laura Perls y Paul Goodman en los años 40, se relaciona más con el psicoanálisis que con la psicología de la gestalt. Se considera que sus postulados no están apoyadas por pruebas obtenidas mediante el método científico, ni hay estudios rigurosos sobre su eficacia. |
| Terraplanismo y las creencias modernas de la Tierra plana | Es el nombre de la creencia precientífica, en el siglo XIX, cuando la idea de la Tierra como una esfera era un hecho aceptado, el escritor británico Samuel Birley Rowbotham, propuso la idea de que en realidad era una superficie plana centrada en el polo norte. La postura de Rowbotham se aceptó en la sociedad religiosa estadounidense, pero pronto cayó en el olvido. En el siglo XXI, a partir del uso masivo de Internet, se popularizó a través de foros virtuales y de canales de Youtube, desde donde la aceptaron algunos teóricos de la conspiración. A partir del eclipse solar del 21 de agosto de 2017, los adherentes a la sociedad o partidarios de la misma opinión, publicaron videos en Internet con el propósito de demostrar que los detalles del eclipse reforzaban la idea de que la Tierra es un disco plano, desde este momento, comenzaron a existir organizaciones nacionales o internacionales que defienden esta postura, a cuyos miembros se comenzó a denominar, en español, «terraplanistas» (flat earthers, en inglés). Para los terraplanistas la exploración espacial es una mistificación o impostura creada por las agencias espaciales, en especial la NASA, junto con Hollywood y varias otras dependencias de gobiernos, para custodiar el supuesto muro de hielo que rodea a la Tierra y obtener un financiamiento cercano a los cincuenta millones de dólares diarios, si bien no aclaran con qué finalidad. Los terraplanistas añaden que la NASA retoca digitalmente sus imágenes de satélites y falsifica sus transmisiones de video mediante efectos especiales. Aunque nunca mencionan las intenciones de las agencias espaciales de otros diez países con capacidad de lanzamiento espacial. En 2020, Mike Hughes, reconocido piloto de acrobacias, murió en su cohete casero al estrellarse, intentando demostrar por medio de la observación, que la Tierra era plana. Según el investigador Óscar Alarcia, la hipótesis de la Tierra plana se enmarca en el clima de desconfianza hacia el poder surgido a partir de mediados de la década de 2010, un fenómeno marginal pero relacionado con el auge de la alt right y los movimientos supremacistas. Agrega que la forma en la que se han difundido estas ideas es el bombardeo incesante de memes y vídeos en los que se repiten las mismas tres o cuatro frases. |
| Ufología                                                  | La ufología es el estudio de los objetos voladores no identificados (ovnis) y frecuentemente incluye la creencia de que los ovnis son la evidencia de visitantes extraterrestres. Múltiples "investigadores" que afirmaban ser ufólogos sin tener base científica para sus "investigaciones" e inclusive sin tener fines científicos en el tema sino más bien volcando argumentos sobrenaturales, ficticios o incluso religiosos, supuestamente versados en la ufología pero con fines comerciales y no científicos. |